# Banda Calypso
Banda Calypso foi uma banda brasileira de calypso, com influências de ritmos regionais do estado de origem. O conjunto foi formado em Belém no estado do Pará, em 1999, pela cantora e dançarina Joelma Mendes e pelo guitarrista e produtor musical, Cledivan Almeida Farias, mais conhecido como Ximbinha. Após iniciarem um relacionamento amoroso, Chimbinha ofereceu a proposta de montar uma banda a Joelma, que aceitou instantaneamente, e no ano seguinte liberaram, de forma Independente, o álbum de estreia homônimo do grupo, que vendeu 500 mil exemplares e conquistou um certificado de platina no Brasil. 
A popularidade do grupo seguiu em constante crescente com o lançamento de uma série de discos de sucesso, eles atraíram a atenção da mídia a partir do lançamento de seus dois primeiros DVDs ao vivo, Ao Vivo em São Paulo (2003) e Na Amazônia (2005) e seu quinto álbum de estúdio, Volume 8, que solidificaram a permanência da banda no cenário musical brasileiro. O registro Banda Calypso pelo Brasil (2006) foi responsável pelo maior recorde de vendas da carreira do grupo, tendo comercializado, ao todo, mais de 2 milhões de exemplares, estabelecendo-se como um dos álbuns com maior vendagem de todos os tempos no Brasil, e recebendo certificação de disco de diamante quíntuplo pela sua comercialização, sendo a única banda musical brasileira a conseguir este feito. 
Lançando treze álbuns de estúdio, dez álbuns ao vivo e oito álbuns de vídeo que geraram singles de êxitos como "Dançando Calypso", "Disse Adeus", "Cúmbia do Amor", "Pra Te Esquecer", "A Lua Me Traiu", "Pra Me Conquistar", "Acelerou", "Chá de Maracujá" e diversos outros. O casal atingiu o auge comercial de sua carreira na década de 2000, tornando-se líderes absolutos na vendagem de discos no país: com mais de 15 milhões de obras musicais comercializadas, o que fez com que ambos figurassem entre os recordistas de vendas no país. A banda desfrutou do sucesso em todo o Brasil e firmou-se no exterior com apresentações pela África, América Latina, América do Norte e Europa.
Em 2007, em levantamento realizado pelo instituto Datafolha, Joelma e Ximbinha foram contatados como os artistas mais populares do país. Em 2015, eles se divorciaram e encerraram as atividades profissionais em conjunto. Em 15 anos de carreira, o grupo concorreu a diversos prêmios importantes da música, incluindo o Melhores do Ano, Prêmio Multishow de Música Brasileira, Prêmio da Música Brasileira, Prêmio Extra de Televisão e o Troféu Internet, além de concorrer três vezes ao Grammy Latino.

## História

### 1999—2003: Formação e ínicio da carreira
Cledivan Almeida Farias, mais conhecido, agora, como Ximbinha, nasceu em Oeiras do Pará, no Pará. Começou a tocar guitarra ainda aos 12 anos, sendo influenciado por artistas do estado. Junto com eles, reinventou o ritmo calypso. Aos 18 anos já era o produtor musical mais conhecido de Belém. Joelma da Silva Mendes nasceu em Almeirim, no mesmo estado. Embora desejasse ingressar na profissão de advogada, por ser um sonho de infância, Joelma começou a cantar por intermédio de um colega de escola que a incitava a cantar com ele em pequenos bares e festivais locais. Aos 19 anos, tornou-se conhecida na região depois de se apresentar na Feira de Arte e Cultura de Almeirim (FEARCA). Por esta época, ela foi descoberta por uma proprietária da Banda Fazendo Arte que a convidou para ir à Belém realizar um teste que pudesse integrá-la aos vocais do grupo. Com certo reluto, Joelma recusava o convite, no entanto, acabou aceitando-o e foi selecionada. Sua saída da banda, aos 23 anos de idade, impulsionou-lhe a decisão de gravar um álbum solo e estava a procura de um produtor musical que produzisse este trabalho, sendo apresentada pelo cantor e compositor Kim Marques a Ximbinha. Logo depois de se conhecerem e concluírem o disco, ambos iniciaram um relacionamento amoroso e não queriam a divisão no ramo profissional por conta da relação. À vista disso, decidiram fundar, juntos, uma banda musical, batizada de Banda Calypso. O primeiro show do grupo ocorreu em junho do mesmo ano, em uma pequena casa noturna em Belém, conhecida como Xodó.

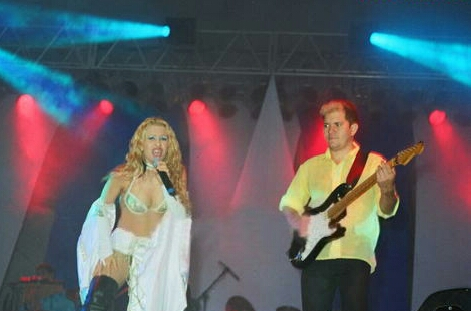
Joelma e Ximbinha durante concerto da banda em Brasília, em 2003.

O álbum de estreia e de mesmo nome da banda, que a princípio seria o primeiro da carreira solo de Joelma, foi lançado em novembro de 1999. O projeto obteve dificuldade para ser lançado, pois mesmo com os contatos de Ximbinha foi complicado encontrar uma produtora que aceitasse a tarefa de produzir um estilo tão desconhecido em todo o Brasil, até que conseguiram uma parceria que possibilitou uma tiragem incial de mil unidades da obra, que foram esgotados em uma semana. Apesar da modesta recepção comercial inicial, as vendagens da obra começaram a se elever pouco depois, impulsionada, principalmente, pela alta rotação que canções como "Vendaval", "Disse Adeus", "Dançando Calypso" e "Loirinha" — esta última interpretada pelo vocalista de apoio do grupo —, começaram a receber nas rádios do Nordeste brasileiro. Com isso, o álbum conseguiu receber certificação de platina e ultrapassou a marca de 500 mil exempláres vendidos.
Determinados a propagarem a cultura musical do Pará pelo Brasil, Joelma e Ximbinha migraram para o Nordeste e foram recebidos com grande apreço pelo público do estado de Pernambuco, fazendo da capital Recife o segundo lar do conjunto musical. Segundo Thiago Henrique de Melo, autor do artigo O Som Do Pará: Calypso o Gosto Que Não se Discute, o apadrinhamento pela imprensa pernambucana rendeu notoriedade e projetou a Banda Calypso para um patamar até então pouco conquistado por outros grupos e artistas, isso sem dúvidas contribuiu para o alcance exponencial da dupla paraense nas demais regiões do país. Em 2002, o grupo assinou contrato fonográfico com a Sony Music, por onde liberaram o seu primeiro álbum ao vivo, gravando em Recife. Em entrevista, Joelma explicou a parceria com a gravadora: "É um disco de produção independente que, depois, negociamos com a Sony. Durante um ano a gravadora foi a responsável pela distribuição, mas, no fim do contrato, passamos a ser irresponsáveis também por essa parte". Lançado em março de 2002, o disco gerou singles como "Cúmbia do Amor" e "Como uma Virgem". A obra manteve o sucesso comercial de seu predecessor, vendeu mais de 750 mil unidades e recebeu certificado de ouro pela Pro-Música Brasil (PMB).
O segundo e terceiro álbuns de estúdio da banda – O Ritmo Que Conquistou o Brasil! (2002) e Volume 4 (2003) – venderam, respectivamente, mais de 750 mil e 600 mil unidades no país e extraíram os singles "Chamo por Você", "Temporal" e "Maridos e Esposas", bem como "Pra Te Esquecer", "Nenê" e "Imagino". Nessa mesma época, passaram a serem apoiados por Gilberto Barros, mais conhecido como Leão, na qual trabalhava como animador e apresentador do programa Sabadaço, na Rede Bandeirantes. Neste programa, apresentaram seu trabalho por diversas vezes, assim conquistando outras partes do país onde seu alcance ainda era restrito.  Em 27 de agosto de 2003, gravaram, em São Paulo, o seu segundo álbum ao vivo e primeiro de vídeo, Ao Vivo. Comercialmente, recebeu certificado de diamante duplo pela comercialização superior a 300 mil exemplares.

### 2004—05: Ascensão

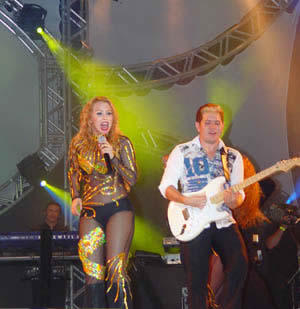
A banda durante a gravação do álbum Na Amazônia.

Em 16 de outubro de 2004 chega às lojas o sexto álbum da banda, intitulado Volume 6. O single liberado, "A Lua Me Traiu", tornou-se o maior destaque do projeto, convertendo-se, posteriormente, na canção de assinatura do grupo e uma das canções mais executadas nas rádios brasileiras em 2005. Em julho de 2005, a revista estadunidense Billboard publicou a informação de que o trabalho havia atingido a quinta colocação em vendas no Brasil. Até julho de 2015, a obra já havia sido adquirida mais de 1 milhão de vezes em todo o país. Dando continuidade aos trabalhos, a banda providenciou ainda em 2004 a gravação de seu segundo registro áudiovisual. O show foi realizado no dia 14 de novembro no sambódromo de Manaus, reunindo um público de aproximadamente 50 mil pessoas. Esta apresentação foi incluída no terceiro álbum ao vivo do grupo, intitulado Na Amazônia, que foi lançado em 20 de fevereiro de 2005. A Billboard informou que o trabalho conquistou a terceira colocação em vendas no Brasil, enquanto na parada de álbuns da revista Época, obteve o primeiro lugar entre os 20 DVDs mais comprados do país. Até dezembro de 2005, Na Amazônia já havia chegado a marca de meio milhão de exemplares vendidos.
No começo de 2005, foram convidados para se apresentarem pela primeira vez no Domingão do Faustão da Rede Globo. Durante a participação no programa, o apresentador enalteceu o trabalho realizado de forma independente pelo grupo, os premiando com certificações pela alta vendagem dos seus dois últimos trabalhos lançados. Em seguida é iniciada a primeira turnê internacional dos artistas, passando por países como EUA, Itália, Portugal e Suíça. Entre os singles liberados para também promover Na Amazônia; "Imagino", mostrou ser um grande acerto ao ser relançada, tornando-se a sexta canção mais demasiadamente executada pelas estações de rádio em março de 2006.
Em outubro de 2005, o casal lançou seu quinto disco de estúdio, Volume 8. O projeto lançou como singles "Isso É Calypso", "Tchau pra Você", "Pra Me Conquistar" e "Esqueça Meu Coração", e foi responsável pela primeira indicação da banda ao Grammy Latino, concorrendo na categoria Melhor Álbum de Música de Raízes em Língua Portuguesa. A faixa "Tô Carente" foi, posteriormente, inclusa a trilha sonora do filme Ó Paí, Ó (2007), protagonizado por Lázaro Ramos. Volume 8 saltou para o topo dos álbuns mais comprados no país e comercializou mais de um milhão e oitocentos mil exemplares até 2011. Em 25 de dezembro, a banda foi condecorada na décima edição do Melhores do Ano, da Rede Globo, como a revelação musical de 2005. No final do ano, chamavam a atenção por serem os únicos artistas a terem quatro discos dentro da parada dos 50 mais vendidos do país.

### 2006—08: Auge do sucesso comercial

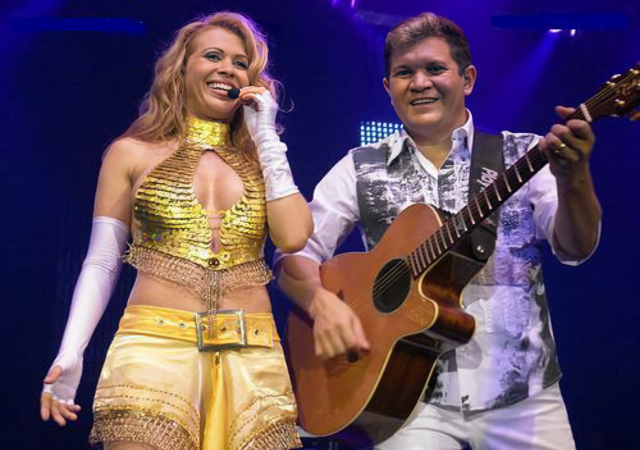
Joelma e Ximbinha se apresentando durante um concerto em março de 2006.

Em 3 de setembro de 2006, a banda se apresentou para um público de 1,5 milhão de pessoas em Nova Iorque, durante o festival Brazilian Day. Uma semana depois, lançaram seu quarto álbum ao vivo e terceiro de vídeo, Banda Calypso pelo Brasil, gravado em cinco capitais brasileiras, sendo elas Brasília, Rio de Janeiro, Recife, Salvador e Belém. O projeto obteve a sexta posição entre os dez mais comprados do país, com quinhetas mil cópias vendidas no período de duas semanas; rendendo uma certificação de diamante quíntupla pelas vendas de sua edição em vídeo – convertendo a banda na única em toda a história da música brasileira a conseguir este feito – e vendeu mais de 2,5 milhões de cópias.
Em janeiro de 2007, eles lançaram seu sexto álbum de estúdio, 10, que contou com a participação dos cantores Bell Marques e Leonardo, e gerou como singles "Louca Sedução", "Acelerou" e "Nessa Balada". O álbum, condecorado com o disco de diamante, vendeu mais de um milhão de cópias e figurou no top 10 de álbuns estrangeiros mais vendidos no Japão. No mesmo ano, a Banda Calypso foi homenageada no Carnaval de Manaus pela escola de samba Balaku Blaku. Também em 2007, uma pesquisa publicada pelo instituto Datafolha apontava a Banda Calypso como o artista mais popular do Brasil. Em novembro, foi lançado o quinto álbum ao vivo e quarto álbum de vídeo, Ao Vivo em Goiânia, gravado nos dias 5 e 6 de outubro do mesmo ano, com participação especial da dupla Edu & Maraial. O projeto lançou como singles "Arrepiou" e "Muito Além do Prazer".
Em junho de 2008, lançaram, através da Som Livre, o seu sétimo álbum de estúdio, Acústico, com repertório formado por releituras de canções gravadas anteriormente e sete faixas inéditas. "Doce Mel" e "Gritar de Amor" foram lançadas como singles do álbum. A PMB condecorou o trabalho com o disco de ouro. Também em 2008, a banda foi escolhida pelo público de Angola para se apresentar no concerto Dia da Amizade Angola-Brasil, realizado no Estádio dos Coqueiros, em Luanda, capital do país. Posteriormente, Joelma descreveu esse show como "a maior emoção" de sua carreira. O espetáculo, promovido e transmitido pela TV Globo Internacional, possui "intenções sociais e políticas de firmar a amizade entre ambos países". No mesmo ano, foram convidados para regravar a canção "Acelerou" em inglês, sob o nome de "Accelerate My Heart", para a trilha sonora do filme estadunidense Cupid's Arrow (2010).

### 2009—12: Consolidação

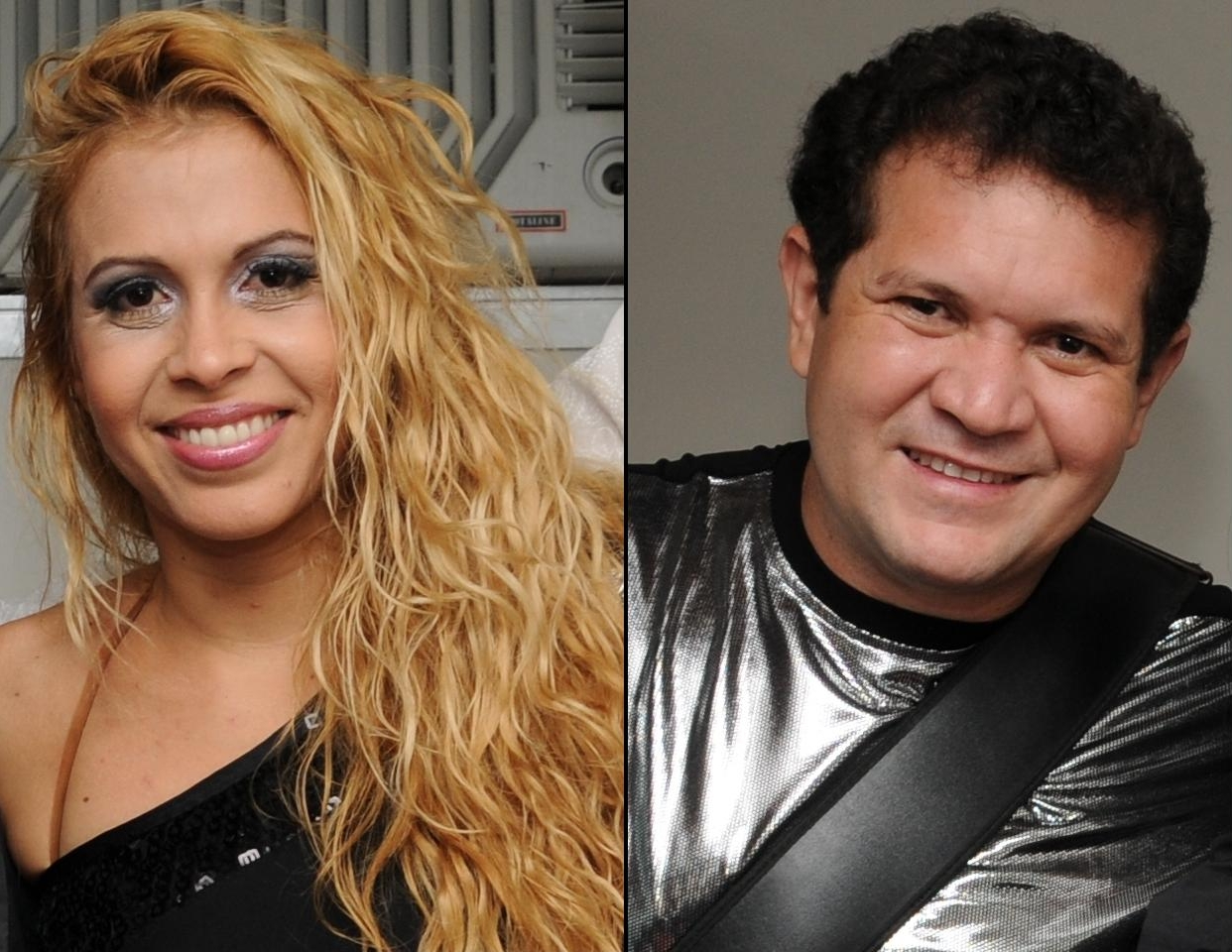
Joelma e Ximbinha em 2009.

Em fevereiro de 2009, foi lançado o oitavo álbum de estúdio, Amor sem Fim, que contou com a participação especial dos levantadores de toadas David Assayag e Edilson Santana, da dupla Edu & Maraial e da filha de Joelma e Ximbinha, Yasmin. O álbum lançou como singles "Vida Minha", "Xonou Xonou" e "Chá de Maracujá". No mesmo ano, a banda completou 10 anos de carreira. O fato foi comemorado em 6 de novembro de 2009, em Recife, com a gravação de seu sexto álbum ao vivo e quinto álbum de vídeo, 10 Anos, que contou com a participação de Fagner, Voz da Verdade, Bruno & Marrone e Maestro Spok e foi lançado em março de 2010 através da Som Livre. O projeto recebeu, pela PMB, o disco de platina para as vendas do DVD – que se tornou um dos mais vendidos do ano no Brasil – e o disco de ouro para os dois volumes do CD duplo.
Também em 2010, o casal lançou seu nono álbum de estúdio e seu sétimo álbum ao vivo, respectivamente Vem Balançar! e Ao Vivo em Recife, responsáveis por lançar os singles "Vem Balançar" e "Perdoa". Em maio de 2011, foi lançado, através da Som Livre, o décimo álbum de estúdio, Meu Encanto. "Não Posso Negar Que Te Amo", com a participação do cantor Reginaldo Rossi, foi lançada como o primeiro single do álbum. Em seguida, a banda lançou sua versão da canção "Entre Tapas e Beijos" para tema de abertura da série Tapas & Beijos, da TV Globo, que se tornou o segundo single do disco. "Meu Encanto" foi lançada como o terceiro single.
Em 16 de setembro de 2011, durante uma apresentação para um público de 70 mil pessoas no Festival Internacional de Música do Sumbe, na Angola, a banda gravou seu oitavo álbum ao vivo e sexto álbum de vídeo, Banda Calypso em Angola, que contou com a participação do cantor angolano Anselmo Ralph e foi lançado em maio de 2012, após assinarem contrato com a Radar Records. O álbum lançou como singles "Blackout" e "Lelezinha". Em novembro de 2012, o casal lançou seu décimo primeiro álbum de estúdio, Eternos Namorados, que gerou como singles "Quem Ama Não Deixa de Amar", com a participação do cantor Amado Batista, "Me Beija Agora" e "The End". Eternos Namorados foi recebido com avaliações medianas pela crítica especializada, que reconheceu a evolução vocal de Joelma, afirmando que a voz da cantora "está melhor do que nunca".

### 2013—14:Últimos projetos

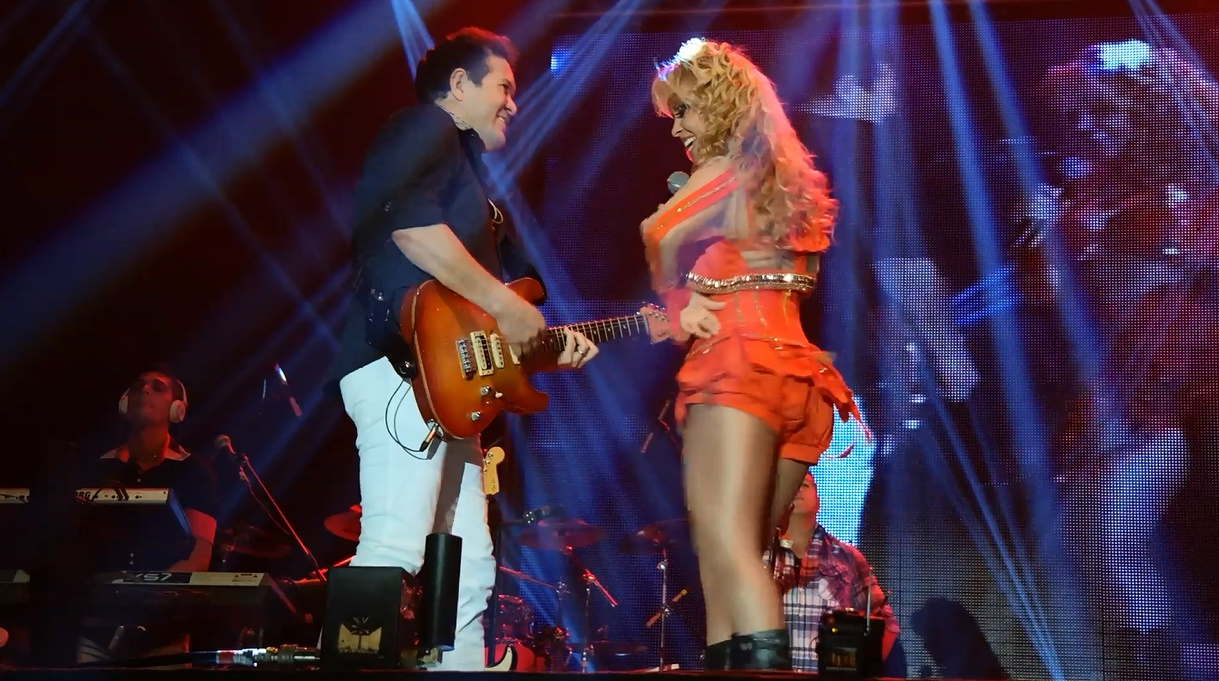
Joelma e Ximbinha durante um concerto em Manaus (2015).

Em 2013, lançaram seu décimo segundo álbum de estúdio, Eu Me Rendo, e seu nono álbum ao vivo e sétimo de vídeo, Ao Vivo no Distrito Federal, gravado em 8 de agosto do mesmo ano durante uma apresentação para um público de 35 mil pessoas no festival O Maior São João do Cerrado, em Ceilândia, que contou com a participação de Amado Batista e Reginaldo Rossi. Os álbuns lançaram respectivamente como singles "Eu Me Rendo" e "A Festa Começou".
Em 2014, foi lançado o décimo terceiro álbum de estúdio, Vibrações, que teve sua faixa-título lançada como single. No mesmo ano, a banda completou 15 anos de carreira. O fato foi comemorado em 23 de novembro de 2014 na Praça Siqueira Campos, em Belém, com a gravação de seu décimo álbum ao vivo e oitavo álbum de vídeo, 15 Anos, que contou com a presença de 90 mil pessoas e a participação de Calcinha Preta, Daniel, Ludmila Ferber, David Assayag, Edilson Santana, Lia Sophia, Mestre Vieira, Mestre Curica, Alberto Moreno, Edílson Moreno, Marcello Wall, Nelsinho Rodrigues e Viviane Batidão. 15 Anos foi lançado em 5 de junho de 2015 e gerou como single "Vamos Ficar de Bem". Joelma e Chimbinha chegaram a ir a Miami, Estados Unidos, com o intuito de iniciar a produção de seu primeiro disco em espanhol, com ajuda do produtor Cesar Lemos. A gravação aconteceu no Circle House Studios. No entanto, o projeto não chegou a ser concluído.
Em 19 de agosto de 2015, a assessoria de imprensa da banda anunciou a separação conjugal de Joelma e Ximbinha. No mesmo mês, numa participação no Programa da Sabrina, a cantora anunciou o fim das atividades em conjunto com o guitarrista e que seguiria carreira como artista solo. A assessoria confirmou que a mesma passaria a se chamar, artisticamente, Joelma Calypso (posteriormente somente Joelma) e Chimbinha, adotaria Ximbinha, como nome artístico, passando a seguir agora com a sua nova banda, a XCalypso. O fim do conjunto foi marcado por vários episódios conturbadores, afetando as atividades da mesma. Em 31 de dezembro, Joelma realizou, sozinha, em Macapá, o último show da Banda Calypso.

## Arte

### Estilo musical e influências
O estilo musical predominante da Banda Calypso é descrito como calypso; um gênero musical criado no Pará e derivado do brega, porém, composto por batidas mais aceleradas, a introdução de guitarras e a funsão de sons do Caribe. Apesar disso, eles também experimentaram outros ritmos em sua musicalidade como o zouk, carimbó, merengue, lambada, cumbia, e bachata. Sobre o nome de seu ritmo de assinatura, Joelma disse em entrevista ao programa Altas Horas, da Rede Globo: "[...] Calypso, é, eu que dei o nome, né? Porque esse ritmo na verdade lá em Belém era chamado de brega, quando a gente ia gravar os músicos sempre falavam em Calipso '- ah! Vou colocar a bateria calipso aqui, a guitarra calipso aqui, era calipso, calipso, calipso, entendeu? [...] O ritmo era o Calipso, só que não se falava esse nome fora do estúdio".
Embora não tenham escrito a maior parte de suas letras, as canções da dupla majoritariamente tratam de forma simples e direta de encontro e desencontros amorosos. Apesar de Joelma ser a vocalista principal do grupo, de seu primeiro álbum a Volume 8, alguns vocalistas de apoio masculinos gravaram algumas canções em discos da banda; como "Loirinha", "Senhorita" e "Luz do Coração (Deixa Vibrar)". A banda também teve experiências em outras línguas, tendo gravado em inglês, como "Accelerate My Heart" (versão de "Acelerou"), e em espanhol "Perdiste El Trono"; os mesmos preparavam um álbum completo voltado ao mercado hispânico, que acabou cancelado antes de sua dissolução. Em uma entrevista para João Pimentel, do O Globo, em 2006, quando questionados sobre suas maiores referências musicais, Joelma citou Mariah Carey e Barbra Streisand e Ximbinha citou Mark Knopfler.

### Imagem pública e performance
Além do aspecto musical, a banda chamou atenção do público e da mídia por seu estílo visual e performances de palco. Em 2005, editores da Folha de S.Paulo descreveram o visual da dupla, dizendo: "Chimbinha usa uma mecha loira no topete, enquanto Joelma veste top, shortinho, bota de plataforma com salto-alto, tudo coberto por uma renda preta com bordados dourados". De acordo com o guitarrista, isso se deu "porque, como calypso é um ritmo, há muitas bandas que se chamam de calypso. Quando começamos a aparecer na televisão, tive a idéia de fazer essa mecha para não confundir. Assim, agora todos sabem qual é a Banda Calypso". Pimentel opinou que o estílo de roupas da vocalista "era de gosto duvidoso" e beirava ao "brega". Sobre ser rotulada como "brega" por sua vestimenta e estílo musical, a mesma expressou: "Tô nem aí. Tô feliz. Só ao fato de chegar a onde cheguei [...] Eu nem olho para essas coisas". A vocalista também tornou-se conhecida por seus movimentos de dança, quase que sempre compostos por bate cabeça, que tornam-se sua "marca registrada". A mesma explicou como isso surgiu: "Eu sempre usei cabelo muito grande, até a cintura. E quando eu cantava, eu tirava o cabelo (da frente). E aí quando terminou o show, uma pessoa veio me falar: 'nossa, eu adoro essa dança do cabelo que você faz'. E aí eu comecei a coreografar com o cabelo". Um editor d'Globo analisou que, para os padrões pós-É o Tchan!, Joelma era "uma anti-musa", comentando: "É loira, mas não é exuberante; dança sensualmente, mas não dança vulgarmente. É, mas não é muito. Eis um bom jeito de definir a Banda Calypso".

## Impacto e legado
A Banda Calyso foi creditada por ajudar a redefinir e popularizar a música do Pará — do calypso e, da propriamente dita, "música brega" — em outras regiões do país. O pesquisador Marcos Silva, escreveu em um artigo publicado pela Universidade Católica de Pernambuco, que o grupo trouxe a esse gênero uma fórmula inovadora, que combinava "coreografias, bailarinas, músicas dançantes e uma mulher no vocal. A partir daí, as vozes femininas passaram a ter presença significativa na cena brega".
O acadêmico Mateus Pereira Lago enalteceu a banda, em sua análise da carreira de Joelma, por quebrar bairrismos contra seu estado de origem: "Desde suas primeiras investidas como artista, Joelma comprometeu-se em dar voz à sua cultura, fosse nas músicas interpretadas por ela, nos figurinos marcados pelos traços característicos de seu estado, e nas performances executadas por ela em palco. Segundo a cantora, um de seus bordões que lhe tornou conhecida no Brasil e fora do país, o famigerado "Isso é Calypso!", teve sua origem a partir da tentativa pessoal e profissional em romper com o preconceito regional e musical enfrentado por ela e pelo parceiro Ximbinha; ela diz que nos bastidores de shows pelo país o contato com outras bandas era interrompido depois de se apresentarem como artistas paraenses, como se portassem algum mal contagioso. O grito mesclava agressividade com afirmação e representou durante os 15 anos do grupo a quebra do preconceito atribuído à cultura do Pará". Lago também observou que às performances da vocalista à frente da Banda Calypso "tornou-se a maior referência atual do carimbó em todo o território nacional". Acrescentando que ela "sempre levou o ritmo em suas apresentações, fosse nos shows por todo o Brasil, e em turnês internacionais, apresentações na TV ou em trabalhos de divulgação oficial da banda a qual liderava, chegando a romper com gravadoras por estas não aceitarem a inclusão de músicas de carimbó nos álbuns certificados sob seus selos".

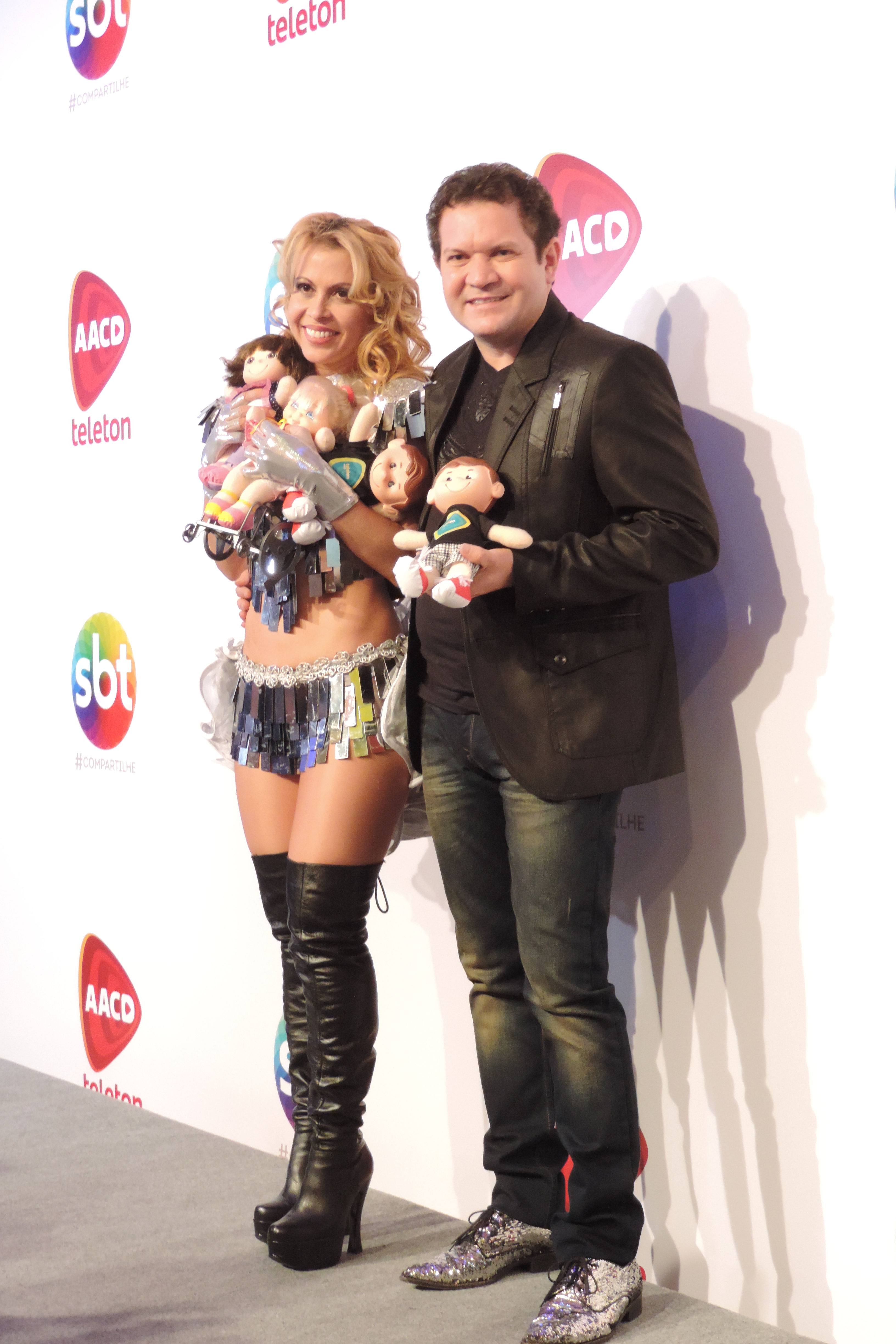
Joelma e Ximbinha durante o Teleton, em 2014.

Em 2002, antes mesmo de se tornarem conhecidos nacionalmente, o duo já era descrito como um fenômeno na região Norte e Nordeste do Brasil. Eles chamavam atenção por seu modelo de negócios que desafiava a hegemonia das gravadoras e da grande mídia, uma vez que mesmo produzindo um ritmo regional, e sem ter o apoio de um grande selo ou da mídia do Eixo Rio-São Paulo, mais de 1 milhão de cópias já haviam sido comercializadas de forma independente. Essa tática é creditada no livro Tecnobrega: o Pará Reinventando o Negócio da Música por ter despertado em diversos artistas independentes do segmento tecnomelody a noção de que era mais importante contar com um bom empresário e uma sólida estrutura de produção e distribuição de seus discos do que com uma grande gravadora. Franthiesco Ballerini destacou o grupo, em seu livro Jornalismo cultural no século 21: literatura, artes visuais, teatro, cinema, música (2015), por mostrar que artistas da região norte do país eram capazes de vender milhões de cópias de álbuns, mesmo sem divulgação em jornais e revistas da região Sudeste. De igual forma, o autor do livro História da música popular brasileira: Sem preconceitos, Rodrigo Faour os chamou de "os maiores artistas independentes da história da música brasileira".
Uma vez que não tiveram o apoio de qualquer grande selo no início de sua carreira, a banda passou a vender seus discos para o público presente em seu shows a um preço acessível, além de distribuí-los à pirataria dez dias antes de chegar às lojas, algo incomum entre artistas de apelo popular da época; de acordo com Joelma, isso faria "as pessoas chegarem na loja querendo comprar, porque alguém já tinha comprado na rua". Tal estratégia, de acordo com O'Globo, "deixaria arrepiado qualquer gerente de marketing tradicional". Já a Folha de S.Paulo os chamou de "máquina de vender CD". A estratégia deu certo, e a Banda Calypso consolidou-se como um dos artistas musicais brasileiros que mais venderam gravações de todos os tempos, com uma comercialização estimada em mais de 15 milhões de cópias. Em 2005, durante seu auge, Laura Mattos, da Folha de S.Paulo, observou que banda tornou-se um motor usado por programas de televisão, de diversos canais, para elevarem seus números de audiência. Após seu sucesso, eles foram creditados por ter liderado e aberto caminho para uma onda de bandas de calypso no Brasil na década de 2000; nesse período, mais de 50 bandas com a mesma sonoridade foram criadas no Pará, incluindo a Companhia do Calypso. Também se acredita que o surgimento da Banda Calypso ajudou a abrir o caminho para o reconhecimento nacional de artistas e grupos musicais expontes do tecnobrega, como Manu Bahtidão, Viviane Batidão e Banda Djavú.

## Discografia
| Álbuns de estúdio - Volume 1 (1999) - O Ritmo que Conquistou o Brasil (2002) - Volume 4 (2003) - Volume 6 (2004) - Volume 8 (2005) - Volume 10 (2007) - Acústico (2008) - Amor sem Fim (2009) - Vem Balançar! (2010) - Meu Encanto (2011) - Eternos Namorados (2012) - Eu Me Rendo (2013) - Vibrações (2014) | Álbuns ao vivo - Ao Vivo (2002) - Ao Vivo (2003) - Na Amazônia (2005) - Pelo Brasil (2006) - Ao Vivo em Goiânia (2007) - 10 Anos (2010) - Ao Vivo em Angola (2012) - Ao Vivo no Distrito Federal (2013) - 15 Anos (2015) Álbuns de compilação - Os Maiores Sucessos (2003) - 20 Super Sucessos (2005) - As 20+ (2006) - 100% (2007) - O Melhor da Banda Calypso (2013) |

## Turnês e concertos
| - Turnê Dançando Calypso (1999—2001) - Turnê O Ritmo Que Conquistou o Brasil (2002—2004) - Turnê Na Amazônia (2004-2005) - Turnê Isso é Calypso! (2005—2006) - Turnê Pelo Brasil (2006-2007) - Turnê Acelerou (2007) - Turnê 'Ao Vivo em Goiânia' (2007—2008) | - Turnê 10 Anos (2009—2010) - Turnê Vem Balançar (2010) - Turnê Meu Encanto (2011) - Turnê Ao Vivo em Angola (2011—2012) - Turnê A Festa Começou (2013-2014) - Turnê 15 Anos (2014-2015) |

## Filmografia

### Televisão
| Ano        | Título                    | Cargo                    | Notas                                                                                         |
| ---------- | ------------------------- | ------------------------ | --------------------------------------------------------------------------------------------- |
| 2006; 2010 | Casseta e Planeta Urgente | Eles mesmos              | Episódio: "24 de outubro de 2006" Episódio: "8 de maio de 2010"                               |
| 2007       | Show do Tom               | Eles mesmos              | Episódio: "17 de março de 2007"                                                               |
| 2008       | A Turma do Didi           | Eles mesmos              | Episódio: "21 de dezembro de 2008" (Temporada 11)                                             |
| 2009       | Toma Lá, Dá Cá            | Eles mesmos              | Episódio: "O Anel Que Tu Me Destes" (Temporada 3)                                             |
| 2010; 2012 | Aventuras do Didi         | Eles mesmos              | Episódio: "18 de julho de 2010" (Temporada 1) Episódio: "2 de dezembro de 2012" (Temporada 3) |
| 2010       | Ídolos                    | Eles mesmos              | Episódio: "31 de agosto de 2010" (Temporada 5)                                                |
| 2011       | Tapas & Beijos            | Eles mesmos              | Episódio: "Dia dos Namorados ao Som da Banda Calypso" (Temporada 1)                           |
| 2012       | Cheias de Charme          | Eles mesmos              | Episódio: "7 de maio de 2012"                                                                 |
| 2014       | Domingo da Gente          | Apresentadores especiais | Episódio: "2 de março de 2014"                                                                |